# Gádréel
Gádréel vagy Gádérel (Héb. גדר האל gader ha-el, szó szerint „Isten fala”) a bukott grigorik egyik vezére. Ez Énok könyvének második részében van leírva; a „Példázatok könyvében”. Úgy tartják, hogy ő volt az, aki bűnbe csalta Hawwahot (Évát).
Gádréel annak az öt „sátánnak” a harmadikaként van megemlítve, akik a többi angyalt arra sarkallták, hogy az emberekkel szaporodjanak, ami a nephilimek születéséhez vezetett. A többiek nevei Jékon (arámiul „fel fog emelkedni), Ásbéel („Isten dezertőrje”), Pénemuné („a belső) és Kásdéja („Kháldok”, „takart kéz”).

## A médiában
Az Odaát című sorozatban (9. évad), Gádréel (Tahmoh Penikett) megszállja Sam Winchestert[1], Ezékiel angyalként kiadván magát. A sorozat szerint korábban Gádréel volt az az angyal, aki a kígyót bejuttatta az Édenbe.

## Fordítás
- Ez a szócikk részben vagy egészben  a   Gadreel című angol Wikipédia-szócikk fordításán alapul.  Az eredeti cikk szerkesztőit annak laptörténete sorolja fel. Ez a jelzés csupán a megfogalmazás eredetét és a szerzői jogokat jelzi, nem szolgál a cikkben szereplő információk forrásmegjelöléseként.